# The Witcher (trò chơi điện tử)
The Witcher (tiếng Ba Lan: Wiedźmin) là một trò chơi điện tử thể loại hành động nhập vai cho hệ máy tính cá nhân phát triển bởi CD Projekt RED STUDIO và phát hành bởi CD Projekt tại Ba Lan và Atari phát hành ra quốc tế. Trò chơi dựa trên bộ sách cùng tên của tác giả Ba Lan Andrzej Sapkowski. Trò chơi sử dụng công nghệ độc quyền của BioWare là Aurora Engine. The Witcher được phát hành tại châu Âu và Bắc Mỹ vào tháng 10 năm 2007.
The Witcher lấy bối cảnh thời trung cổ giả tưởng với cốt truyện xoay quanh Geralt z Rivii một trong những "wiedźmin" có thể xài phép thuật đi khắp nơi để săn quái vật thuê. Cốt truyện của trò chơi dẫn người chơi đi theo nhân vật chính Geralt. Ngay từ đầu trò chơi, anh hoàn toàn bị mất trí nhớ và chỉ mơ hồ nhận biết được rằng mình là một wiedźmin. Sau đó, anh dần nhận ra mình có rất nhiều bạn bè và đồng đội cũng như rất nhiều kẻ thù. Có những người biết rất rõ về anh nhưng anh không hề nhớ ra họ là ai. Qua những cuộc phiêu lưu, Geralt dần tìm lại được những mối quan hệ, đồng thời giúp giải quyết các mẫu thuẫn giữa hai phe Scoia'tael và Zakonu Płonącej Róży. Người chơi có thể chọn nhiều cách để tương tác trong trò chơi và kết thúc sẽ tùy vào cách mà người chơi chọn, trong trò chơi người chơi không phải là anh hùng để mọi người kính tụng hay sợ hãi mà chỉ là một thợ săn quái vật bình thường tìm mọi cách để có thể tồn tại vì thế nên việc phân trắng đen trong những việc mà người chơi chọn hoàn toàn không quan trọng.
Phiên bản cho các hệ máy sử dụng tay cầm có tên Wiedźmin: Powrót Białego Wilka thì lại sử dụng hệ thống chiến đấu hoàn toàn khác dự định phát hành vào cuối năm 2009 nhưng đã bị đình chỉ do vấn đề thanh toán với các nhà phát triển giao diện điều khiển. Phiên bản tiếp theo của trò chơi là Wiedźmin 2: Zabójcy królów đã phát hành ngày 17 tháng 5 năm 2011, phiên bản tiếp sau nữa là Wiedźmin 3: Dziki Gon đã phát hành vào ngày 19 tháng 5 năm 2015.

## Phát triển
The Witcher sử dụng công cụ tạo trò chơi Aurora Engine phiên bản được chỉnh sửa mạnh tay của BioWare để nâng cao chất lượng hình ảnh khi chơi đơn. Một số thay đổi đã được giới thiệu.
Một trong những tính năng quan trọng nhất của Công cụ Aurora là nó tạo ra một thế giới đồng nhất được thiết kế đúng theo các nhà phát triển vẽ hơn là việc xếp các mảnh của thế giới đó lại với nhau. Tất cả cảnh vật và môi trường được phát triển bởi 3ds Max và sau đó công cụ chuyển đổi để sử dụng nó. Qua đó có thể nạp cả một thế giới với chỉ một lần bật chứ không phải đợi để nạp cảnh mới khi qua khu vực khác.
Các sửa đổi cũng bao gồm cách phủ bề mặt, một công cụ đặc biệt cho phép các nhà phát triển để phủ bề mặt môi trường bằng cách sử dụng kết cấu tùy chỉnh. Điều này cho phép nhà phát triển có thể làm cho thế giới trò chơi trở nên thực sự độc đáo. Các hiệu ứng bầu trời và mặt nước thật hơn được thêm vào công cụ. Ánh sáng tự nhiên thay đổi theo các giai đoạn khác nhau trong thời gian của trò chơi, quá trình chuyển đổi ngày và đêm làm phong phú thêm bầu không khí của trò chơi. Thời tiết có thể thay đổi một cách tự động ngẫu nhiên giữa một bữa nắng gắt và một cơn dông kèm theo sấm sét.
Công cụ này được thiết kế để tích hợp với DirectX 9, cũng như thực hiện nhiều hiệu ứng khác nhau như đổ bóng, mờ cảnh vật... cho thế giới của trò chơi cùng nhiều hiệu ứng khác cho các cảnh chiến đấu.

### Âm nhạc
Việc biên soạn âm nhạc của trò chơi do Adam Skorupa và Paweł Błaszczak đảm nhận. Album chứa một số bản nhạc được chọn đã phát hành như đĩa đính kèm chung với phiên bản giới hạn của trò chơi vào ngày 26 tháng 10 năm 2007.
| WIEDŹMIN -GRA KOMPUTEROWA- ŚCIEŻKA DŹWIĘKOWA | WIEDŹMIN -GRA KOMPUTEROWA- ŚCIEŻKA DŹWIĘKOWA | WIEDŹMIN -GRA KOMPUTEROWA- ŚCIEŻKA DŹWIĘKOWA |
| STT                                          | Nhan đề                                      | Thời lượng                                   |
| -------------------------------------------- | -------------------------------------------- | -------------------------------------------- |
| 1.                                           | "Dusk of a Northern Kingdom"                 | 4:33                                         |
| 2.                                           | "A Wolf's Demise"                            | 2:09                                         |
| 3.                                           | "River of Life"                              | 5:19                                         |
| 4.                                           | "Mighty"                                     | 1:08                                         |
| 5.                                           | "Dead City"                                  | 8:02                                         |
| 6.                                           | "Last Battle"                                | 1:12                                         |
| 7.                                           | "Elaine Ettariel"                            | 1:13                                         |
| 8.                                           | "To Arms (Rebellion)"                        | 1:22                                         |
| 9.                                           | "The Princess Striga"                        | 6:50                                         |
| 10.                                          | "Returning to the Fortress"                  | 1:28                                         |
| 11.                                          | "Evening in the Tavern"                      | 0:55                                         |
| 12.                                          | "Peaceful Moments"                           | 5:08                                         |
| 13.                                          | "An Ominous Place"                           | 5:10                                         |
| 14.                                          | "Temerian Castle Theme"                      | 0:47                                         |
| 15.                                          | "The Order"                                  | 3:51                                         |
| 16.                                          | "Night Approaches"                           | 1:06                                         |
| 17.                                          | "The Grand Master Revealed"                  | 1:26                                         |
| 18.                                          | "Withered Roses"                             | 1:14                                         |
| 19.                                          | "Prepare for Battle!"                        | 1:06                                         |
| 20.                                          | "Do You Remember?"                           | 1:30                                         |
| 21.                                          | "The Lesser of Two Evils"                    | 1:53                                         |
| 22.                                          | "Catch Me If You Can"                        | 0:22                                         |
| 23.                                          | "Tavern at the End of World"                 | 1:23                                         |
| 24.                                          | "The Dike"                                   | 7:02                                         |
| 25.                                          | "Twilight"                                   | 0:37                                         |
| 26.                                          | "A Matter of Conscience"                     | 1:26                                         |
| 27.                                          | "Leo's Farewell"                             | 1:44                                         |
| 28.                                          | "Silver Sword"                               | 1:31                                         |
| 29.                                          | "Kingdom & Betrayal"                         | 1:48                                         |
| Tổng thời lượng:                             | Tổng thời lượng:                             | 1:13:15                                      |

## Đón nhận
Trò chơi đã nhận được nhiều đánh giá chủ yếu là đánh giá tích cực. Tính đến ngày 8 tháng 1 năm 2010 thì trò chơi nhận được số điểm là 81,04% tại Game Rankings và 81/100 điểm tại Metacritic. Alec Meer tại PC Gamer UK đã đánh giá Wiedźmin là 67%, do cốt truyện quá chung chung yêu cầu cấu hình không thể đáp ứng được với các máy có cấu hình thấp và thiết kế nhân vật không được sống động. Michael Lafferty tại Gamezone đã đánh giá trò chơi là 8,8/10 với chiều sâu phong cách nhập vai cao "bắt bạn phải lựa chọn nên làm gì chứ không phải chặt chém để đạt được mục đích". Các phim giới thiệu của Wiedźmin đã được đề cử Giải thưởng VES cho năm 2007 trong danh mục hình ảnh giới thiệu trước nổi bật nhất và nhạc nền của trò chơi được bình chọn là "Nhạc nền kỳ ảo hay nhất" năm 2007 do đài phát thanh Rivendell bình chọn.